# مینامی-توری-شیما
مینامی-توری-شیما (به لاتین: Minami-Tori-shima) یک جزیره در ژاپن است که در اقیانوس آرام واقع شده‌است.

## خصوصیات
مینامی-توری-شیما nocivili نفر جمعیت دارد و ۹ متر بالاتر از سطح دریا واقع شده‌است.